# عبد الإله بن سعود بن عبد العزيز آل سعود
الأمير عبد الإله بن سعود بن عبد العزيز آل سعود (1941 - 29 يناير 2023) وهو الابن السادس عشر من أبناء الملك سعود ولد في الرياض عام 1360هــ / 1941م تدرب منذ صغره المبكر في حفظ القرآن الكريم ودراسة الفروسية وتعلم السباحة وتعلم القراءة والكتابة فدرس في قصر والده الأبتدائية وذلك من الفترة عام 1367هــ حتى عام 1372هــ فدرس المتوسطة في معهد العاصمة النموذجية من الفترة عام 1372هــ حتى عام 1376هــ فدرس الثانوية من عام 1376هــ حتى عام 1379هــ وذلك أيضا في معهد العاصمة النموذجية وكان يطلب العلم فدرس في جامعة القاهرة في الجمهورية العربية المتحدة وتخرج من الجامعة وعمره 23 عاما في عام 1383هــ وعمر والده 64 عاما فعاد إلى بلده ووالده في تلك الفترة في أوروبا للعلاج. وفي سنة 1991 ساهم في تأسيس شركة لجين للصناعات البتروكيماوية والتعدين والمعادن وقطاعات الطاقة.

## حياته السياسية
- النائب الثاني لرئيس مكتبة الملك سعود من عام 1383هـ - 1384هـ
- سفير المملكة العربية السعودية لدى السويد من عام 1384هـ - 1388هـ
- نائب رئيس نادي الهلال السعودي من عام 1388هـ - 1390هـ
- مساعد وزير الداخلية للشؤون البلدية من عام 1390هـ - 1393هـ
- مدير فرع وزارة الداخلية في الجوف من عام 1393هـ - 1419هـ

تقاعد عن العمل حينما بلغ التاسعة والخمسين. وسكن في الرياض منذ عام 1420هـ.

## وفاته
توفي الأمير عبد الإله بن سعود بن عبد العزيز آل سعود في يوم الأحد 7 رجب 1444هـ الموافق 29 يناير 2023 وصلي عليه يوم الإثنين 8 رجب 1444هـ الموافق 30 يناير 2023 بعد صلاة العصر في جامع الإمام تركي بن عبد الله في الرياض وتقدم المصلين عليه الأمير فيصل بن بندر بن عبد العزيز آل سعود أمير منطقة الرياض ونقل جثمانه إلى مقبرة العود حيث دفن هناك.